# 门罗主义百年纪念半美元
门罗主义百年纪念半美元（英語：Monroe Doctrine Centennial half dollar）是美国铸币局生产的一种50美分面额硬币，其正面刻有两位前总统詹姆斯·门罗和约翰·昆西·亚当斯的头像，旨在纪念门罗主义100周年，由旧金山铸币局在1923年铸造。纪念币由雕塑家切斯特·比奇设计，不过硬币背面与拉斐尔·贝克之前的另一作品非常相似。
1922年，美国电影业因包括丑闻在内的多种不利因素身陷泥潭，罗斯科·阿巴克尔受过失杀人罪指控，虽然最终获判罪名不成立，但仍对整个行业造成不利影响，电影公司巨头于是寻求手段来为好莱坞争取正面宣传，1923年中期在洛杉矶举行的博览会就是这样一种宣传手段。为了促使国会同意发行纪念币来为展会筹资，组织员将博览会与门罗主义100周年联系起来，国会于是通过法案，授权制作半美元银质纪念币。
博览在成本上入不敷出，硬币销售状况欠佳，共计生产的27万枚中绝大部分都进入市场流通。贝克指控比奇设计的背面剽窃了他多年前设计的印章，但比奇和另一位雕塑家詹姆斯·厄尔·弗雷泽对此予以否认。以发行价买下的银币中又有许多在大萧条期间消费掉了，大部分现存的这种纪念币都存在一定程度磨损。

## 背景
19世纪20年代初，美国把欧洲列强在北美的两大举动视为对本国影响范围的不良干扰。第一项是俄罗斯的1812年政令，其中宣称俄国对如今加拿大太平洋沿岸大部分地区拥有专属领土和贸易权。美国将这片地区视为俄勒冈地区的组成部分，希望有朝一日能够取得主控权。另一项则是欧洲对不久前摆脱西班牙殖民统治的多个拉丁美洲国家可能构成威胁。美国担心，由普鲁士、奥地利、俄罗斯和英国组建的四国同盟会恢复西班牙对美洲的统治。

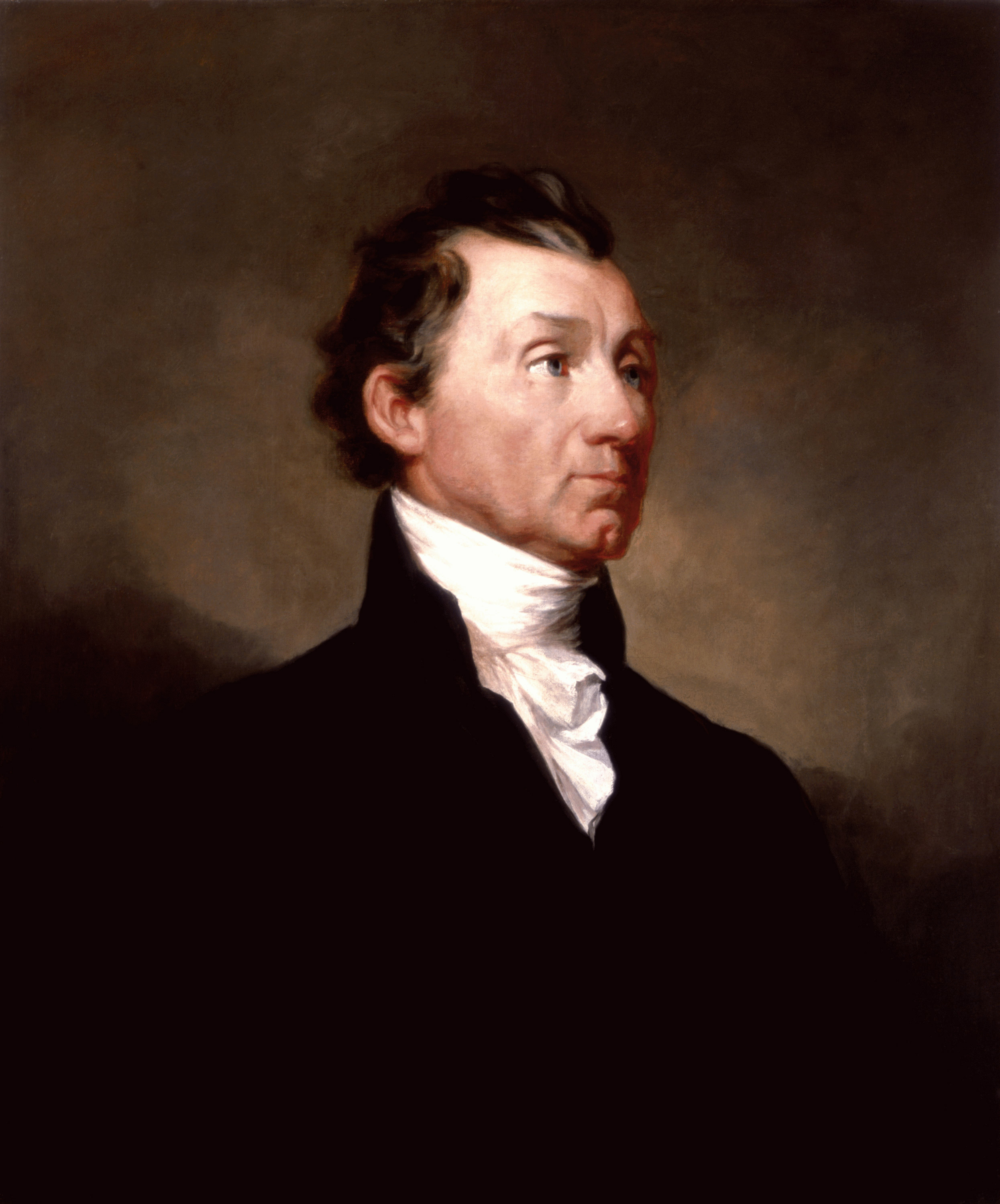
美国总统詹姆斯·门罗

英国外交大臣乔治·坎宁对西班牙重新取得拉丁美洲控制权深感关切，如果西班牙卷土重来，英国就可能失去当地推翻西班牙殖民政府后双方建立的贸易关系。1823年，坎宁向美国驻大不列颠大使理查德·拉什提议，由两国发布联合声明，反对西班牙通过武力手段夺回殖民地。拉什将此事上报总统詹姆斯·门罗，后者又与两位前总统托马斯·杰斐逊和詹姆斯·麦迪逊商议，麦迪逊赞成发表联合声明，认为与英国结盟可以保护美国。但是，门罗手下的国务卿，之后会当选总统的约翰·昆西·亚当斯认为，美国应该走出自己的道路，树立自身的原则，所以不能时时跟在强大的英国背后，要敢于站起来为自己争取。门罗同意亚当斯的看法，授意拉什婉拒英方建议，但也需告知对方，两国在大部分议题上都有同样看法。
1823年12月2日，门罗向国会发表国情咨文，其中就包含有他指示拉什的政策。约30年后，这一政策得名“门罗主义”，其中警告欧洲国家不要再殖民美洲，也不要干涉西半球政府事务。这一政策起初并没有什么实际效果，因为当时美国还没有足够的军事实力来落实这些警告，所以大多数欧洲列强根本不予理睬，觉得这不过是美国出于国家尊严所做的回应。19世纪30年代，英国等列强在圭亚那地区（包括如今的法属圭亚那、圭亚那和苏利南）争取土地，美国对此甚至没有发出正式抗议。1846至1848年的美墨战争使拉美多个国家对门罗主义的动机产生疑虑，他们担心，美国之所以警告欧洲不要染指美洲，其实是打算将美洲逐渐划入自己的版图。不过，门罗主义仍然是19世纪下半叶到20世纪期间美国外交政策的重要组成部分。

## 起因

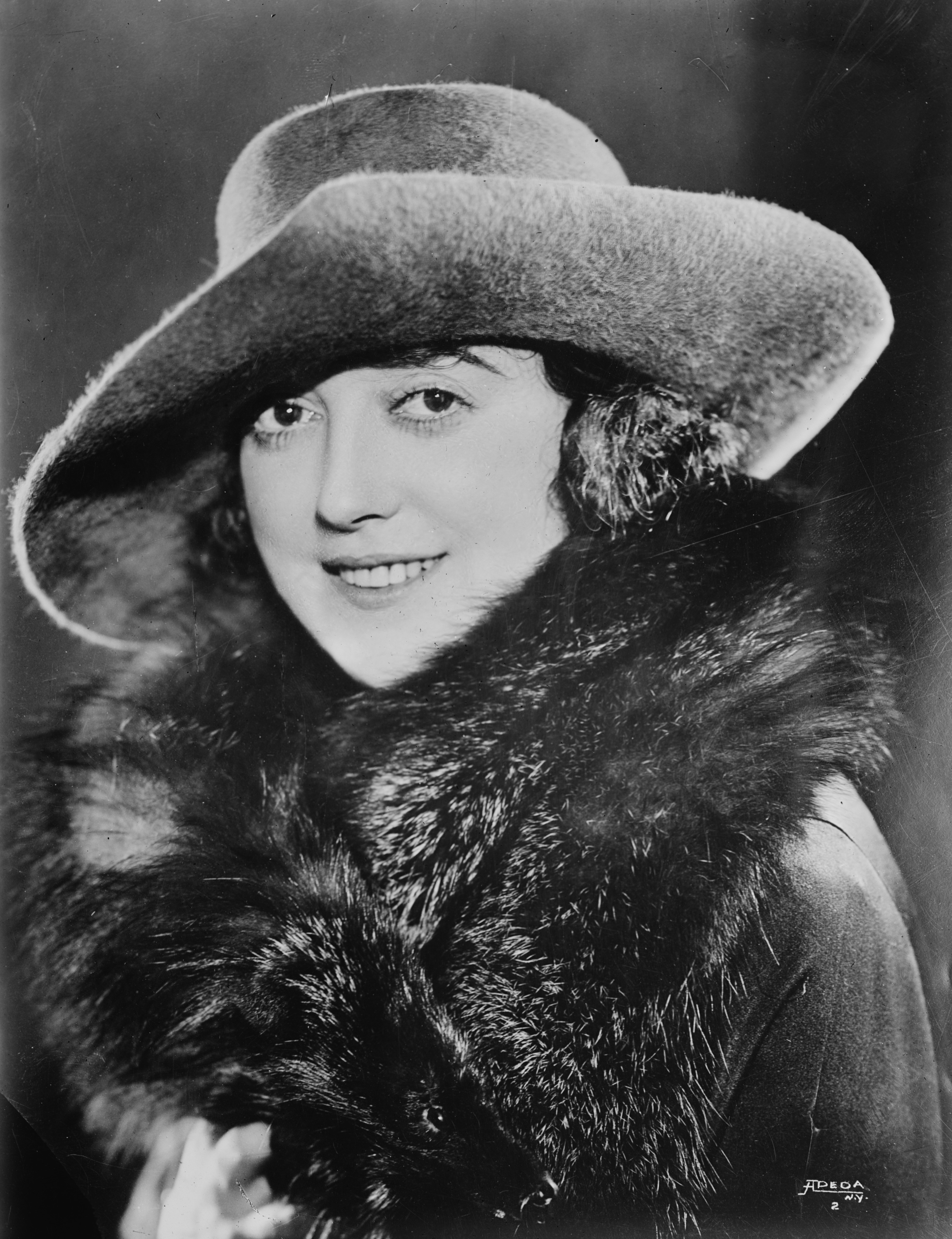
女演员梅布尔·诺曼德涉身的丑闻也是发行门罗主义百年纪念半美元的原因之一

20世纪10年代，好莱坞电影工业在洛杉矶地区成形，并向包括新泽西州博根县利堡（Fort Lee）在内的多个东部地区拓展。但到1922年时，整个行业已因爆发出多场丑闻而身陷泥潭。例如电影导演威廉·德斯蒙德·泰勒（William Desmond Taylor）遭神秘枪杀，随后女演员梅布尔·诺曼德（Mabel Normand）在案件证词中避重就轻、闪烁其辞，她的事业也因此告终。20世纪20年代初另一起声名狼籍的丑闻是女演员弗吉尼亚·拉普（Virginia Rappe）在旧金山一家酒店狂欢后死亡。男演员罗斯科·阿巴克尔（Roscoe "Fatty" Arbuckle）受到过失杀人罪指控，虽在三轮审讯后无罪开释，但案件的负面影响同样终结了他的演艺生涯。除了这些丑闻外，男演员华莱士·里德（Wallace Reid）因吸毒过量而死，银幕上开始出现越来越多有关性的内容，这多种因素共同影响，导致全美出现抵制好莱坞电影的呼声。
影业巨头寻求各种手段，力求将不利影响降至最低程度。他们聘请前邮政署长威尔·海斯（Will H. Hays）作为业界审查员，他制订的《海斯法典》（Hays Code）对之后数十年的好莱坞电影严加管控。另一种手段是举办展会或电影节，对电影业做正面宣传，并且活动利润还会用来制作教育影片。这次展会计划于1923年中期在洛杉矶举行，其准备工作于1922年开始。包括芝加哥哥伦布纪念博览会和巴拿马－太平洋国际博览会在内的其他展会都有发行纪念币来筹资，所以本次展会的组织者也打算效仿。之前芝加哥的哥伦布纪念博览会和旧金山的巴拿马－太平洋国际博览会都向世界证明，主办城市已经发展成熟，洛杉矶市也希望通过这次展会证明，它已经迎来了自己的时代。
展会组委会估计，联邦国会可能不会通过立法授权发行硬币来纪念电影业的庆祝活动，所以他们需要借一起历史性事件为突破口，并且1923年必须是这一事件的重要周年纪念，然后再通过展会庆祝，发行纪念币也就更显名正言顺。对此一个显而易见的选择就是1773年波士顿倾茶事件，但据钱币学家安东尼·斯沃泰克（Anthony Swiatek）和沃尔特·布林（Walter Breen）合著的美国早期纪念币百科全书记载，这起事件“无论怎么模糊解释都和加利福尼亚州八竿子打不倒，更逞论洛杉矶了”。在这样的背景下，加利福尼亚州联邦众议员沃尔特·富兰克林·莱恩伯格（Walter Franklin Lineberger）于1922年12月18日提出法案，要求制作半美元硬币纪念门罗主义百年庆，并授权洛杉矶清算所协会（这是家银行协会）以面值从政府购买这些硬币的独家权利。莱恩伯格声称，正是门罗主义让欧洲列强没有染指当时属墨西哥领土的加利福尼亚。密歇根州联邦众议员路易斯·克拉姆顿（Louis Cramton）和佛蒙特州联邦参议员弗兰克·格林（Frank Greene）对法案提出质疑，格林表示：“在我看来，硬币销售的价格和地点都不是问题。真正的问题是：联邦政府是不是还要一年又一年地把硬币送给这个——这么说吧——淫窝。”虽然存在这样的异议，但法案还是于1923年1月24日经颁布生效，共计授权制作30万枚纪念币。

## 准备
展会组委会在国会通过法案前就开始了铸币准备工作。据斯沃泰克和布林记载，硬币设计源于展会总干事弗兰克·戴维森（Frank B. Davison）的构想。1922年12月7日，美术委员会主席查尔斯·摩尔（Charles Moore）致信野牛镍币设计师、同在委员会任职的雕塑家詹姆斯·厄尔·弗雷泽（James Earle Fraser），信中写道：“洛杉矶市民正计划庆祝门罗主义100周年。他们会发行一种50美分硬币，而且决定在正面刻上门罗和约翰·昆西·亚当斯两位总统的头像……反面则是从哈德森湾到合恩角之间的西方大陆，还有一些点代表西印度群岛，另一些代表巴拿马运河……这让我想到，设计已经定型，（石膏）模型可以很快制作出来，而且还可以做出许多很好的安排。”
弗雷泽与纽约雕塑家切斯特·比奇（Chester Beach）取得联系，后者同意承担设计任务。12月27日，摩尔写信知会戴维森，已经聘请比奇来设计硬币，并且弗雷泽和比奇都决定更改硬币的背面设计。摩尔在信中引述比奇对背面设计的构想：
北美和南美洲地图。北美是戴有和平桂冠（橄榄枝）的人物形象，手向南美洲伸出，南美洲也是人物形象，还背着号角。两边的手在巴拿马运河接触。西印度群岛会显示出来。还有波纹显示各大洋的洋流。年份1823至1923之间有卷轴和鹅毛笔，象征“条约”。
摩尔还告诉戴维森，这一更改已获美术委员会认可，比奇也已接到指示要尽快完成设计工作，以便硬币能够早些面世。1923年2月24日，美术委员会秘书汉斯·卡梅尔（Hans Caemmerer）将完成的模型呈交铸币局副局长玛丽·玛格丽特·奥赖利，奥赖利对之感到满意，她还建议，如果比奇确定模型不需要再做进一步调整，那么可以将模型照片送到美术委员会办事处，再由该办事处向華盛頓特區的美国铸币局推荐。美术委员会遵照奥赖利的建议执行，3月8日，铸币局局长弗兰克·埃德加·斯科比（Frank Edgar Scobey）和财政部长安德鲁·W·梅隆都批准了设计。摩尔对这一设计推崇倍至，他于3月21日致信戴维森称：“我这对模型的感觉真是棒极了……终于横空出世了……我还真不知道有哪种纪念币拥有同样纯粹的美。”

## 设计
2003年，《钱币学家》（The Numismatist）刊载了威廉··派克（William E. Pike）编写的一篇有关门罗主义百年纪念半美元的文章，文中批评硬币设计“平淡无奇”，并且表面浮雕太浅，导致纪念币没有丰富的细节。钱币历史学家兼交易商昆汀·戴维·鲍尔斯（Q. David Bowers）表示，由于浮雕太浅，“新铸出的硬币看起来非常平淡，基本上没有谁会觉得它们吸引人”。艺术史学家科尼利厄斯·弗缪尔（Cornelius Vermeule）同样对银币浮雕感到不满，觉得这让反面寓言式的人物形象看起来很不自然，虽然用将女性轮廓与大洲融合在书法角度堪称巧妙杰作，但在审美而言却根本就是个怪物，从艺术双关性来说也糟透了。硬币正面的设计同样不能入他法眼：“亚当斯的眼神直勾勾地看着前方，简直不象是什么人物肖像，而且即便是专家也认不出上面的门罗。”

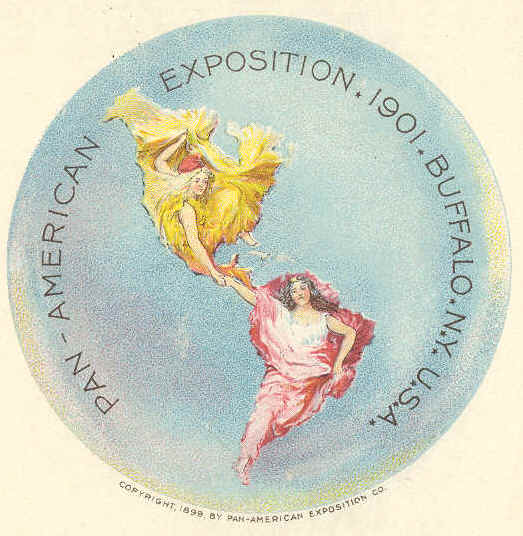
1901年泛美博览会印章（图）的设计者拉斐尔·贝克认为比奇剽窃了他的作品

大洲陆地周围隐隐约约的线条代表不同的洋流，其中墨西哥湾暖流位于背面的右上方。斯沃泰克和布林推测，这些洋流意在代表各大洲间的贸易航线。两人还认为这有可能是为了让硬币设计带有装饰风艺术风格，只是其上所刻字母有更多较为古老的新艺术运动特点。此外，硬币背面的右下部还有比奇姓名缩写组成的花押字。
1923年7月23日，曾为1901年泛美博览会设计印章的拉斐尔·贝克（Raphael Beck）致信铸币局局长斯科比，声称纪念币的反面设计与他于1899年取得版权保护的印章过于相似，所以比奇对此设计没有任何功劳。斯科比将信件转由美术委员会回复。10月，弗雷泽给贝克回信，表示是自己向比奇建议用人物而非地图来代表大洲，他在看到斯科比转交的信件前从未见过贝克设计的印章。据鲍尔斯记载，曾有人对1901年和1923年的设计进行对比，结果表明两者根本就不像。

## 发行和收藏
1923年5至6月，旧金山铸币局共计生产了27万4077枚门罗主义百年纪念半美元，除77枚送交费城接受1924年美国化验委员会的年度检验外，其他硬币均送到了洛杉矶清算所协会。

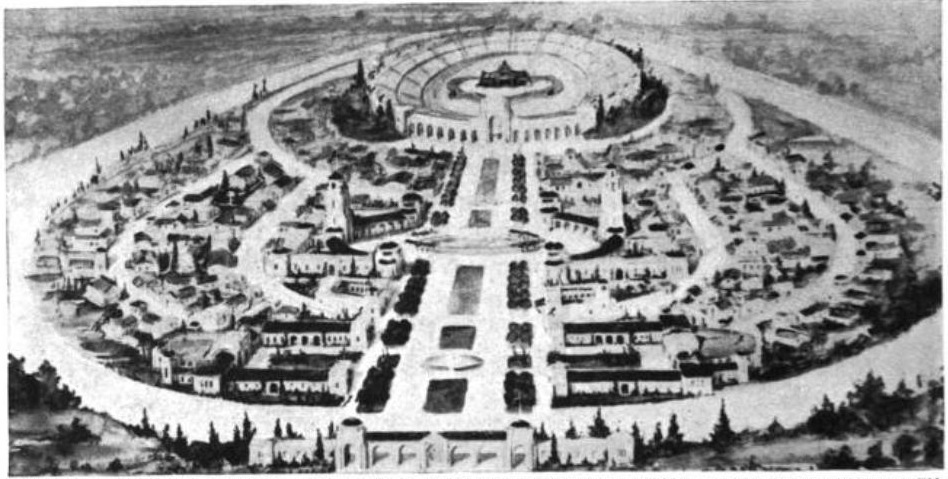
展会模型，远方中部位置是洛杉矶纪念体育场。

美国历史回顾和电影产业博览会于1923年7月2日开幕，同年8月4日闭幕，展馆位于洛杉矶博览园的菲格罗亚街（Figueroa Street），距新建成的洛杉矶纪念体育场很近，每天晚上都会为来宾上演免费节目《阿兹台克人的灭亡与蒙特祖玛》（Montezuma and the Fall of the Aztecs）。入场门票要价50美分，来宾也可以在售票处花1美元购买纪念币后直接入场。开展一星期后，组织者们意识到公众对历史性主题不感兴趣，而是希望能看到喜欢的电影明星。参展商于是大幅扩展了电影景点的空间，但从财务收支来看，这次博览会仍是入不敷出。展出组织者本期望能吸引100万宾客，但实际前来的人数仅有约30万，其中还有许多都是最后两周免费入场的青少年。眼见博览会面临资不抵债的威胁，组织者期望总统沃伦·盖玛利尔·哈定能按计划在8月6日前来，以增加门票收入，但哈定在旧金山病倒并于8月2日逝世。派克对此在文章中写道：“此事对行业的影响难以估量。”不过他也认为，好莱坞能够发展到现有规模，这次博览会仍是功不可没。
只有约2万7000枚半美元硬币以1美元的价格通过邮寄、银行或是在博览会上卖出。展会闭幕后，纪念币销售继续进行，但到1923年10月时，这些银币的市场价格几乎已与面值持平，持有硬币的银行将所余近90%存币放入流通，这导致现存的大部分硬币都有一定程度磨损。即便是以发行价买下的银币，也有数千枚在大萧条期间消费掉了。根据理查德·约曼（Richard S. Yeoman）2015年版的《美国钱币指南手册》（A Guide Book of United States Coins），成色在谢尔顿硬币分级标准中达到未经流通过的“-60”级别门罗主义百年纪念半美元售价为75美元。斯沃泰克在2012年出版的纪念币著作中指出，许多纪念币都已经过处理，让它们看起来更光亮，磨损更少，但这只会导致硬币与其他流通币一样没有任何收藏价值。2009年，一枚成色达到几乎原始状态的“-67”级别银币在拍卖中以2万9900美元价格成交。

### 脚注
1. ↑  Slabaugh，第55–56頁.
2. ↑  Slabaugh，第56頁.
3. ↑  Slabaugh，第55–57頁.
4. 1 2 3  Bowers Encyclopedia, Part 35.
5. ↑  Cregan，第24–25頁.
6. ↑  Cregan，第25頁.
7. 1 2 3  Pike，第48頁.
8. 1 2 3  Swiatek & Breen，第166頁.
9. ↑  Garofalo，第36頁.
10. ↑  Swiatek & Breen，第167頁.
11. ↑  Taxay，第62–63頁.
12. 1 2  Taxay，第63頁.
13. ↑  Taxay，第67–68頁.
14. 1 2 3  Bowers，第73頁.
15. 1 2  Vermeule，第165頁.
16. ↑  Taxay，第68頁.
17. ↑  Bowers Encyclopedia, Part 37.
18. ↑  Cregan，第25–26頁.
19. 1 2  Swiatek，第142頁.
20. 1 2  Garofalo，第40頁.
21. ↑  Bowers Encyclopedia, Part 36.
22. ↑  Yeoman，第292頁.
23. ↑  Swiatek，第143頁.
24. ↑  Swiatek，第144頁.

### 文献
书籍
- Bowers, Q. David. . Atlanta, Ga.: Whitman Publishing. 2008. ISBN 978-0-7948-2256-9.
- Slabaugh, Arlie R.  second. Racine, Wis.: Whitman Publishing. 1975. ISBN 978-0-307-09377-6.
- Swiatek, Anthony. . Chicago: KWS Publishers. 2012. ISBN 978-0-9817736-7-4.
- Swiatek, Anthony; Breen, Walter. . New York: Arco Publishing. 1981. ISBN 978-0-668-04765-4.
- Taxay, Don. . New York: Arco Publishing. 1967. ISBN 978-0-668-01536-3.
- Vermeule, Cornelius. . Cambridge, Mass.: The Belknap Press of Harvard University Press. 1971. ISBN 978-0-674-62840-3.
- Yeoman, R.S.  68th. Atlanta, Ga.: Whitman Publishing. 2014. ISBN 978-0-7948-4215-4.

其它来源
- Bowers, Q. David. . Commemorative Coins of the United States: A Complete Encyclopedia.   [2015-03-23]. （原始内容存档于2013-10-16）.
- Bowers, Q. David. . Commemorative Coins of the United States: A Complete Encyclopedia.   [2015-03-23]. （原始内容存档于2013-10-16）.
- Bowers, Q. David. . Commemorative Coins of the United States: A Complete Encyclopedia.   [2015-03-23]. （原始内容存档于2013-10-16）.
- Cregan, Bill. . The Commemorative Trail: The Journal for the Society for U.S. Commemorative Coins. 2008, (3): 24–27.
- Garofalo, Michael. . The Numismatist. 2015-02: 34–40.
- Pike, William E. . The Numismatist. 2003-03: 47–48.